# Tanorexie
Tanorexie (dt.: Bräunungssucht) wird von einigen deutschsprachigen Fachleuten das übertriebene Verlangen, die Haut exzessiv zu bräunen, genannt. Der Begriff setzt sich aus dem englischen Begriff to tan (bräunen) und Anorexie (Magersucht) zusammen, womit die Parallelen zum gestörten und verzerrten Selbstbild von Magersüchtigen betont werden sollen.
Es gibt bislang nur wenige wissenschaftliche Untersuchungen zum übertriebenen Solariengebrauch. In den englischsprachigen Fachpublikationen wird es als indoor tanning dependency oder -addiction bezeichnet. Demnach könnte es eine dementsprechende, nicht stoffgebundene Sucht geben. Eine allgemeine Anerkennung als Krankheitsentität steht jedoch noch aus.
Die Betroffenen sollen die „perfekte Bräune“ anstreben und ihr Schönheitsideal über stark gebräunte Haut definieren. Ihr Wunsch nach Körperbräune übersteige dabei ein normales und gesundes Maß. Sie haben Angst davor, zu blass und damit unattraktiv zu werden, und bräunen sich daher möglichst oft und intensiv, sowohl in der Sonne als auch mit Hilfe von häufigen Besuchen in Sonnenstudios, wobei diese Angst selbst bei objektiv sehr starker Bräunung bestehen bleibe und dazu führe, dass die Haut immer weiter gebräunt werden muss. 
Mögliche Folgerisiken sind vorzeitige Hautalterung, Hautveränderungen wie beispielsweise Pigmentstörungen (Hautflecke), Hautkrebs und Zahnausfall aufgrund der übermäßigen Erwärmung.

## Dermatologen und Krebshilfe klären auf
Angesichts noch fehlender Großstudien zur  Tanorexie haben die Deutsche Krebshilfe und die Arbeitsgemeinschaft Dermatologische Prävention (ADP) 2013 eine permanente Aufklärungsaktion über „Hautkrebs durch UV-Strahlen“ gestartet. Die Bürger werden durch Präventionsschriften und kostenloses Informationsmaterial  vor den Krebsfolgen gewarnt, die extremes, zwanghaftes Bräunen der Haut verursacht.
Der Vorsitzende der Arbeitsgemeinschaft Dermatologische Prävention (ADP), Professor Dr. Eckhard Breitbart, nannte den Zusammenhang von Ultraviolettstrahlung und Erkrankungen an schwarzem Hautkrebs (malignes Melanom), als erwiesen. Das Risiko verdopple sich, wenn Solarien bis zu einem Alter von 35 Jahren regelmäßig  einmal im Monat genutzt werden. „Bräunungssüchtige jedoch gehen wöchentlich, im Extremfall auch täglich ins Solarium.“

## Weiterführende Literatur
- C. E. Mosher, S. Danoff-Burg: Addiction to indoor tanning: relation to anxiety, depression, and substance use. In: Archives of Dermatology Band 146, Nummer 4, April 2010, S. 412–417, ISSN 1538-3652. doi:10.1001/archdermatol.2009.385. PMID 20404230.
- B. V. Nolan, S. L. Taylor, A. Liguori, S. R. Feldman: Tanning as an addictive behavior: a literature review. In: Photodermatology, Photoimmunology & Photomedicine Band 25, Nummer 1, Februar 2009, S. 12–19, ISSN 1600-0781. doi:10.1111/j.1600-0781.2009.00392.x. PMID 19152511. (Review).
- S. P. Poorsattar, R. L. Hornung: UV light abuse and high-risk tanning behavior among undergraduate college students. In: Journal of the American Academy of Dermatology Band 56, Nummer 3, März 2007, S. 375–379, ISSN 1097-6787. doi:10.1016/j.jaad.2006.08.064. PMID 17257709.
- S. Zeller, D. Lazovich, J. Forster, R. Widome: Do adolescent indoor tanners exhibit dependency? In: Journal of the American Academy of Dermatology Band 54, Nummer 4, April 2006, S. 589–596, ISSN 1097-6787. doi:10.1016/j.jaad.2005.12.038. PMID 16546579.
- Sucht nach Bräune: ein neues Krankheitsbild? In: Ärzte Zeitung vom 14. April 2011
- J. Kelly: Tanning addiction exists, study. In: Medical News Today vom 16. August 2005